# Hohenfurter Liederbuch
Das Hohenfurter Liederbuch ist eine Liederhandschrift des Zisterzienserstifts Hohenfurt auf Papier, die um 1460 entstanden ist.
Das Liederbuch ist in Südböhmen, im tschechischen Grenzraum zu Bayern und Österreich entstanden und ist eine der umfangreichsten Quellen für spätmittelalterliche Volkslieder. Von der Handschrift sind noch 141 Blätter erhalten, davon sind 13 leer. Die Paginierung erfolgte erst, nachdem das Liederbuch wegen starken Gebrauchs bereits defekt war. Es enthält drei Federzeichnungen.
Das Liederbuch enthält 79 Lieder und 38 Weisen, die im ersten Teil die Jugendgeschichte und Passion Jesu schildern und im zweiten Teil als Kontrafakta Geistliche Lieder in weltlichen Weisen von einem großen Sünder enthalten, die den Weg der Sünde und Läuterung beschreiben. Die enthaltenen Stücke bestehen aus Reimpaarversen mit wechselnden Melodien, in ihrer Gesamtheit ergeben sie dadurch eine litaneiartige Erzählung.
Die Notation der Melodien ist in Choralnotation auf 4-Linien-System gehalten. Dorischer und ionischer Modus überwiegen gegenüber phrygischem, lydischem, mixolydischem und äolischem Modus.